# Christopher Wood (malíř)

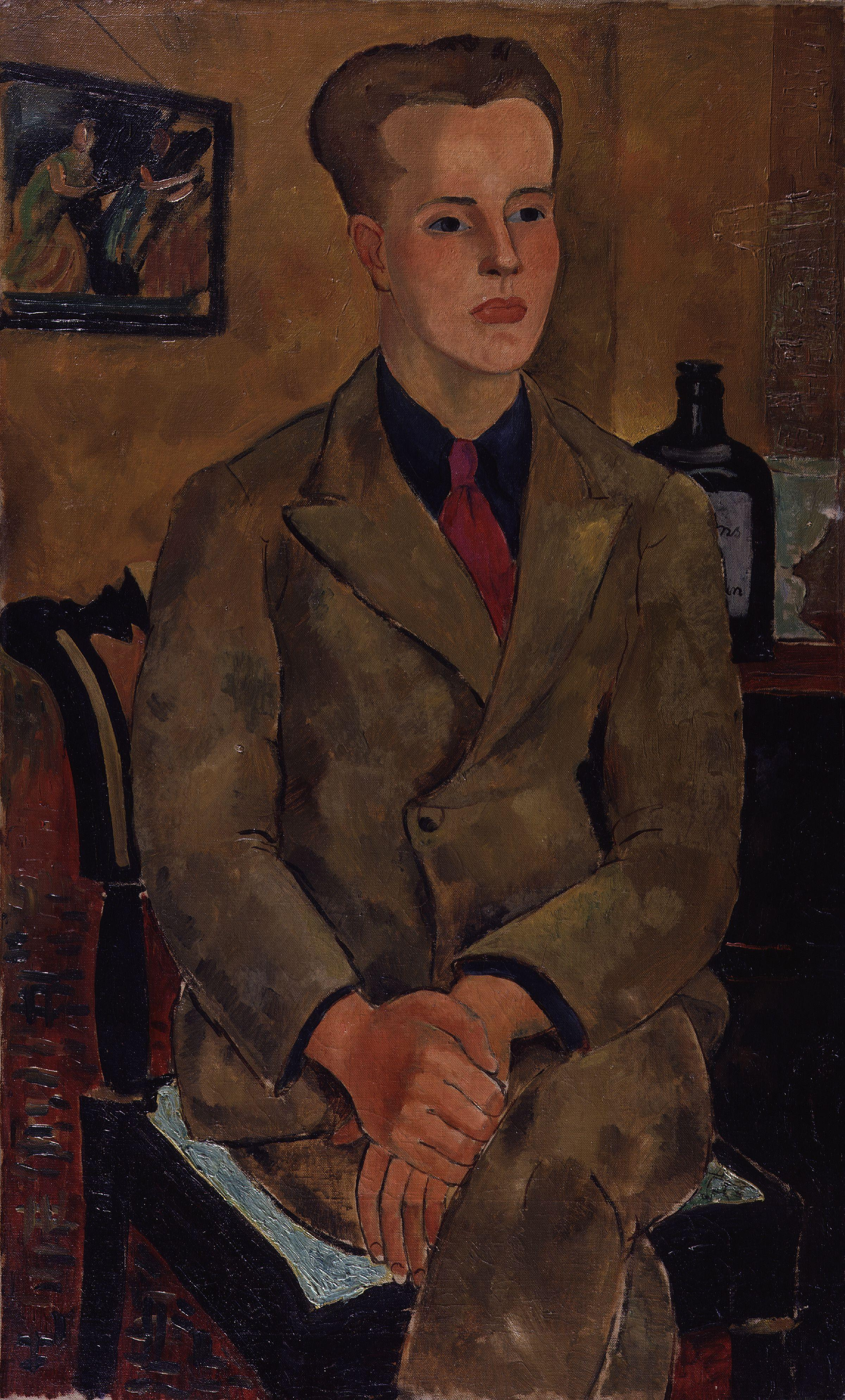
Christopher Wood: Portrét skladatele Constanta Lamberta, 1926, stálá sbírka Národní portrétní galerie, Londýn

John Christopher „Kit“ Wood (7. dubna 1901, Knowsley, Liverpool, Anglie – 21. srpna 1930, Salisbury, Wiltshire, Anglie) byl anglický malíř.

## Životopis
Christopher Wood se narodil v poblíž Liverpoolu v Knowsley v rodině lékařů. Střední školu absolvoval na Marlborough College ve Wiltshire, poté krátce koketoval s medicínou a architekturou na Liverpoolské univerzitě. Poté se vydal na uměleckou dráhu.

## Kariéra
Na Liverpoolské univerzitě se Wood setkal s velšským malířem Augustusem Johnem. Ten ho povzbuzoval, aby se vydal na uměleckou dráhu. Francouzský sběratel Alphonse Kahn pozval Christophera v roce 1920 do Paříže.
Od roku 1921 navštěvoval uměleckou školu Académie Julian, kde se setkal s Picassem a Jeanem Cocteauem, Georgesem Auricem a Sergejem Ďagilevem. Mezi lety 1922 a 1924 cestoval po Evropě a severní Africe.
Po roce 1920 jeho otec provozoval lékařskou praxi v Broad Chalke v hrabství Wiltshire. Wood tam namaloval řadu pláten: Cottage in Broadchalke (Chata v Broadchalke), Anemones in a Window, Broadchalke (Anemonky na okně, Broadchalke ) a The Red Cottage, Broadchalke.
V roce 1926 Wood vytvořil návrhy pro představení baletu Romeo a Julie na hudbu Constanta Lamberta v provedení Sergeje Ďagileva a Ruského baletu. Návrhy nebyly nikdy použity. Ve stejném roce se stal členem umělecké skupiny The London Group a další londýnské umělecké skupiny "Seven and Five Society" tvořenou sedmi malíři a pěti sochaři. Skupina byla založena v roce 1919. Přátelil se s malířem Benem Nicholsonem a jeho ženou Winifred, také malířkou. Ben Nicholson měl na Christophera velký vliv, společně spolu vystavovali v galerii Beaux Arts Gallery v dubnu až květnu 1927. V roce 1928 společně malovali v Cumberlandu a Cornwallu. Stejně jako Nicholson, Wood obdivoval Alfreda Wallise, kterého potkali na výletě do St Ives a jehož primitivismus ovlivnil Woodsův stylistický vývoj. Maloval pobřežní scény a za jeho nejlepší práce jsou považována díla namalovaná v Bretani v roce 1929 a během jeho druhé cesty do Bretaně v roce 1930, kdy maloval méně obrazů moře a více obrazů kostelů. Tvrdil, že „lid jeho matky je lid Cornish a že lásku k moři a lodím zdědil po svých cornwallských předcích“.
V dubnu 1929 uspořádal Wood samostatnou výstavu v Tooth's Gallery na londýnské Bond Street. Tam se setkal s budoucí galeristkou Lucy Wertheim. Koupila si jeden jeho obraz a stala se jednou z jeho největších příznivkyň, věrně nakupovala jeho dílo. Wood si její podpory velmi vážil a na její narozeninové párty prohlásil:
Vím, že moje budoucnost malíře od nynějška bude svázána s vaší vlastní a díky vám se stanu velkým!

V květnu 1930 uspořádal nepříliš úspěšnou výstavu společně s Nicholsonem v galerii Georges Bernheim v Paříži. Červen a červenec strávil opět v Bretani, kde maloval nové obrazy. Koncem července za ním přijela Lucy Wertheim. Domluvili si setkání v Paříži, kde chtěla Lucy vybrat obrazy pro "one-man show", která by byla úvodní výstavou její nové galerie Wertheim v říjnu toho roku. Při diskusi o výstavě během oběda den po jejím příjezdu jí Wood dal ultimátum: „Chci, abys mi slíbila, že mi od doby mé výstavy zaručíš dvanáct set liber ročně, tedy sto liber měsíčně, je to nejmenší možná částka, za kterou mohu přežít. Pokud to není možné, zastřelím se." Když si stěžovala, prosil ji o odpuštění a šli znovu probírat obrazy. Po jeho smrti v srpnu byla jeho plánovaná "one-man show" zrušena; nakonec byla jeho práce představena jako vzpomínková show v jiné galerii.

## Osobní život
Wood byl bisexuální. Počátkem léta 1921 se setkal s chilským diplomatem José Antoniem Gandarillasem Huicim (1887–1970). Gandarillas, ženatý homosexuál o čtrnáct let starší než Wood, žil okouzlující život částečně financovaný hazardem. Jejich vztah trval po celý Woodův život a přežil i jeho poměr s Jeanne Bourgoint. V roce 1927 se zbortily jeho plány oženit se s britskou malířkou Meraud Guinnes, pocházející z bohaté rodiny Guinnessů. Sňatek zmařili její rodiče, Christofer se dožadoval emoční podpory od Winifred Nicholsonové. (Meraud se v roce 1929 provdala za chilského malíře Álvara Guevaru) Wood měl také poměr s ruskou emigrantkou Froscou Munsterovou, se kterou se setkal v roce 1928.

## Smrt
V roce 1930 stále zběsile maloval v rámci přípravy na svou výstavu v galerii Wertheim v Londýně. Stal se psychotickým a začal nosit revolver. Dne 21. srpna odcestoval, aby se setkal se svou matkou a sestrou na obědě v The County Hotel v Salisbury a ukázal jim výběr svých nejnovějších obrazů. Poté, co se rozloučil, skočil pod vlak na nádraží v Salisbury. Na přání jeho matky byla jeho smrt prohlášena za nehodu.
Christopher Wood je pohřben na hřbitově kostela Všech svatých v Broad Chalke. Jeho náhrobek vytesal výtvarník a sochař Eric Gill.
Ačkoli jeho plánovaná výstava v galerii Wertheim byla po jeho smrti zrušena, v únoru 1931 se konala posmrtná výstava. V roce 1932 následovala výstava v galerii Lefevre.
Bienále v Benátkách 1938 představilo několik z jeho obrazů a později Redfern Gallery (součást New Burlington Galleries) sestavila velkou retrospektivu jeho prací.

## Galerie

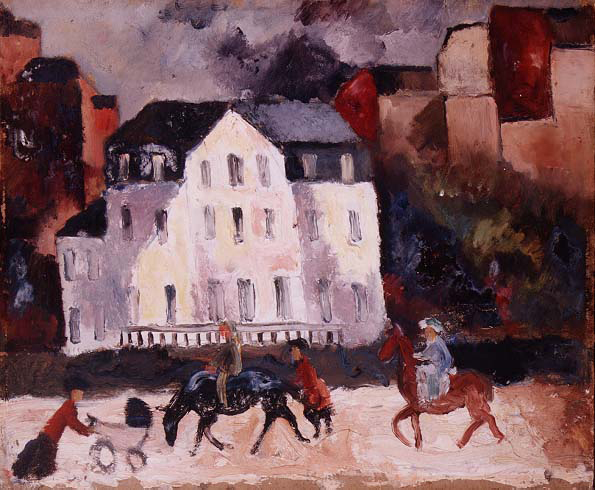
Horses in Paris, 1924
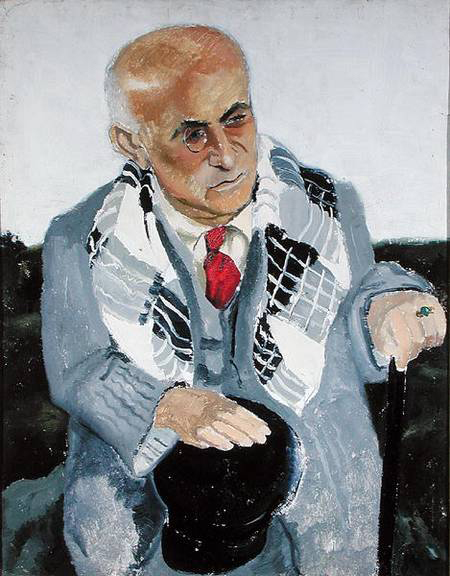
Max Jacob, 1929, karton, 80,5 × 64 cm, Musée des beaux-arts de Quimper
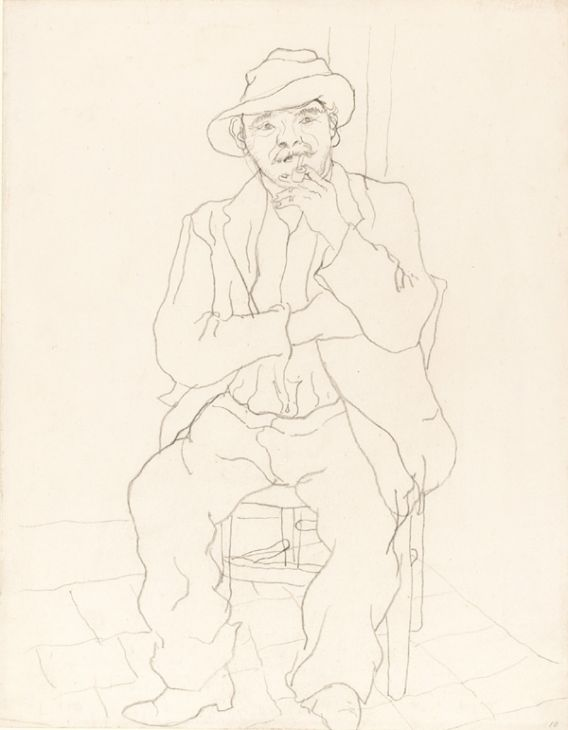
Breton fumant la pipe, 1929-30
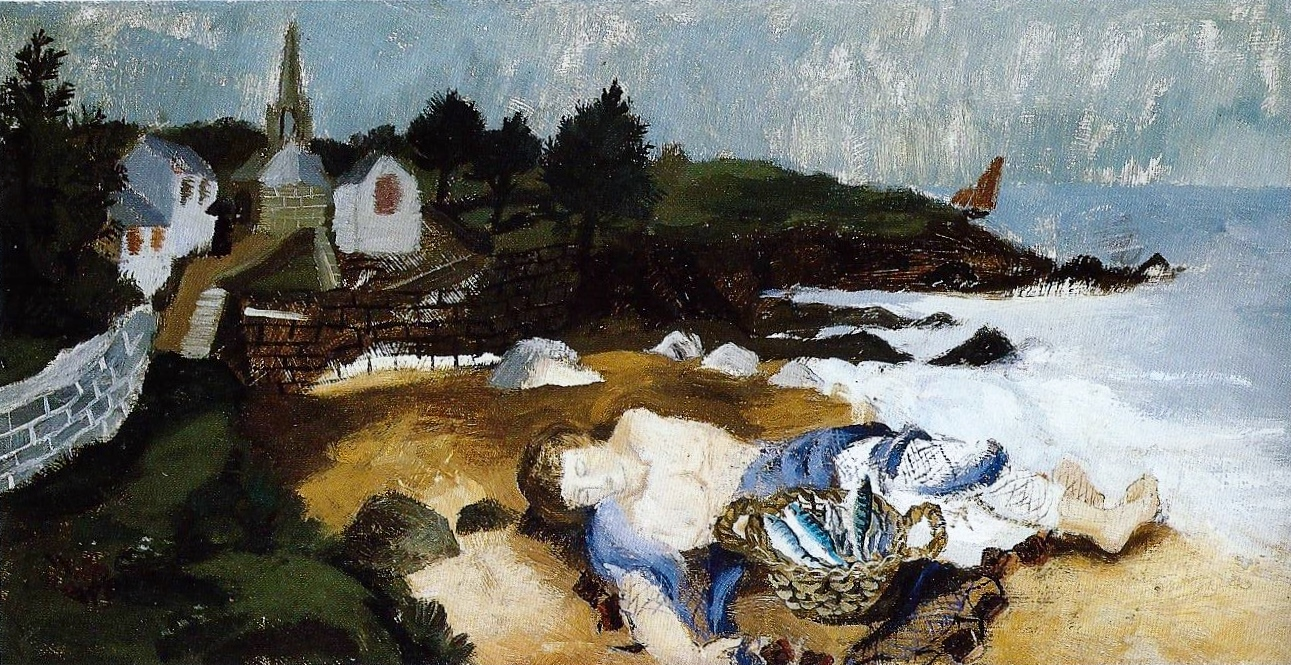
Pêcheur endormi, Ploaré (1930, Laing Art Gallery, Newcastle-upon-Tyne)